# 劉耕谷
劉耕谷（1940年—2006年8月19日），臺灣著名膠彩畫家。1986年以一幅巨幅吾土笙歌的作品，榮獲台灣省立美術館大壁畫首獎，成功挑戰世界最大膠彩壁畫，同時也是省展得獎免審出品作家。一生約上千幅作品及二十餘幅七公尺以上的膠彩巨構。其女劉玲利亦投身膠彩畫，現為大學副教授。2006年8月19日因心導管手術失敗，病逝於臺大醫院，享年66歲。

## 生平
劉耕谷1940年出身嘉義，母親劉吳鉗，父親劉福遠為日治時代嘉義朴子地方仕紳，好詩詞、墨竹，曾組「朴吟社」。劉耕谷受到家學薰陶影響，以及嘉義前輩畫家陳澄波和林玉山等人的啟發，鼓舞他日後決心投入藝術的行列。
劉耕谷幼時藝術天份即被發掘，1958年就讀嘉義東石中學時，便以畫作《庭園》獲全國學生美展首獎。由於戰後台灣經濟轉型，家中傳統照相館頓時陷入經濟拮据，1959年高中畢業之後，他放棄繼續升學，投入台北迪化街從事布花設計，以劉鐵名號成為台灣最大布花市場的首席設計師。但他始終未放棄純藝術的夢想，趁工作之餘參加國內各美術競賽，獲當時評審委員們的賞識。
1980年，劉耕谷結識當時台灣北部活躍的膠彩大家林玉山、黃鷗波和許深洲等人，並拜入門下，開始接受漢文詩的指導，很快的改變他早期受吳梅嶺指導的畫路。在黃許二人的點撥，以對林玉山的學習請益下，劉耕谷在省展及臺陽展逐年獲獎。儘管連續獲獎等於取得國家認證，但劉耕谷認為藝術的終極是由技入道，唯有透過心境、畫題相互提昇來自我鍛鍊，所以，他勤於創作寫生、寫詩、閱讀古典詩詞文學，廣泛涉獵易老莊、漢賦，唐詩甚至王學。
八十年代中期他確立走上專業畫家之路，同時也開始淡出布花設計，重新認識繪畫本質之自然與人文的關係，八、九十 年代是他與畫友相偕遊賞臺灣，九十年初，遠赴中國廈門求學及黃山寫生再造。
劉耕谷一生最喜愛兩位畫家橫山大觀和東山魁夷，他們不僅創造二十世紀日本文人畫之雅淨畫風，同時也是現代日本樣式的代表者，因為欽羨兩位大師的原創作品，他多次來回日本帝展觀摩學習，在材料上他更加考究，認為好作品需有好的材料為前題，故在他的《札記筆隨》裡經常提到，改革膠彩須先從人和材料入手，所以他一方面閱讀古典詩詞，一方面則再走訪歐美參訪美術名蹟，他說，「藝術是一種天命，上天的交託，藝術家的一生應該為他的使命盡最大的力氣，負起歷史的使命，創造時代的特色，散發土地的情懷；作品是來獻給人生最大的安慰，所以，作品就是藝術家的化身，作品的精神就代表人所展現的價值。」
七十年代初期他退伍北上就業，因為立業成家的經濟考量，以劉鐵之名在台北迪化街打響布花首席設計師的名號，賺錢養家之餘，他沒有忘記參展比賽，後來因為畫友的機緣使他有機會正式受教於黃鷗波和許深洲門下，他一方面作畫，一方面學習古詩詞，經常與三五畫友結伴同遊臺灣各知名景點。為找尋更多臺灣之美，他上山下海不停地變換景點，從城市景觀到林間草木。他把農漁民與大自然生存搏鬥的畫面轉成他的美的圖像，象徵精神性的玉山，勤奮倹樸的牛群蔗田農夫造像，這些都是他的自然景觀為創作題材的藉用，這樣的畫題也一直延續到後期的佛禪、聖主系列。
日治時期以後的臺灣美術，基本上是世界美術的小縮影，以時代進程來說，約晚於世界美術十到十五年之間，也就是說，七八十年代劉耕谷的藝術走向是以傳統鄉土寫實為基礎出發，這在當時進入戰後台灣美術的流派主導下，他走的反而是一種相反的策略。為了深刻瞭解中國文化，他閱讀儒家經典如《陽明文集》、《楚辭》，其次，他也從《古文觀止》、《老子》書、《莊子》書的閱讀，獲得很多創造的發想和啟示性靈感。
1980年代前期美術，較多藝術家從鄉土寫實的陣營掙脫出來，當時社會潛藏著改革的氛圍正在成形和轉變之中。當時劉耕谷調整腳步先是投身於官辦展覽競賽，逐年得獎後取得永久免審查的殊榮，他一方面到臺灣各風景名勝寫生，記錄本土風情色彩，藉著寫生增強個人基本功力；一方面融入歷史人文的閱讀中，例如玉山、中橫系列，此系列他力圖作到面與線結合、形與神互攝，另外，在調整色面與線的造型結構能力後，作品中亦有人文情懷的訴求。
而隨著八十年代他拜師膠彩畫家黃鷗波門下鑽研漢學，接受古典文學薰陶、另外他也入膠彩畫家許深洲門下，學習呂鐵州的色線一路細緻的敷染功夫，經良師調教之後，有了正確的上膠上色的觀念，取得免審查資格後，他多次參訪日本帝展與採購顏料，開啟寬廣的視野。這時劉耕谷決心對臺灣膠彩受限於小型格局的絹、紙媒材作出挑戰，那時期，他對前輩林玉山、郭雪湖、陳進等三少年能做到和日本畫家競賽，甚至是林之助對膠彩藝術精純的用色觀都深受感動，隨著訪日之後，當時他對日系大師橫山大觀和東山魁夷的藝術一直心生嚮往，並立志為「跨時代的改革者」。
80年晚期一直到90年代初期，1986年八月以《吾土笙歌》大壁畫建立他的藝術高峰期，這時期他已經超越了基礎寫生階段，跨越傳統、走向現代；在內容上，向東西文化去借取，在作品的內涵上，以哲學宗教文學為基礎，從中國石濤學習「古為今用」「自用我法」的觀念，追尋生之本源、宇宙初始，從兩漢、先秦、商周青銅之美等傳統加以借用。除了東方傳統之外，他也跨到西方，他說：「藝術是人的因素大過地域和歷史的因素，只要他有才氣、勇氣、毅力、決心，在時代到來的時候成就一番作為是大有可能的，多數人因為環境或個人選擇放棄，而我總以為每個人都應該為時代和歷史承擔一點責任。」

## 獲獎和榮耀
- 〈吾土笙歌〉獲獎國美館二百萬大壁畫（1986）
- 〈雲靄溪頭〉44屆臺陽美展銅牌獎、36屆省展優選獎〈鼻頭角夜濤〉（1982）
- 〈歲月見真吾〉45屆臺陽美展銅牌獎、37屆省展省政府獎（1982）
- 〈花魂〉46屆臺陽美展金牌獎、38屆省展大會獎〈參天之基〉（1983）
- 〈六月花神〉47屆臺陽美展銅牌獎、39屆省展教育廳獎〈潮音〉（1984），1991年五月獲中國文藝獎（膠彩畫）

其後出任綠水畫會會長、台陽展、省展國展評審、評議委員及顧問。

## 外部連結
- 李錫佳部落格: 劉耕谷的藝術美學[永久]
- 劉耕谷基金會（页面存档备份，存于）